# هنري كارول
هنري كارول (بالإنجليزية: Henry Carroll)‏ (12 يوليو 1909 بنيوجيرسي في الولايات المتحدة - 14 يناير 1999) هو لاعب كرة قدم أمريكي في مركز الهجوم، شارك في الألعاب الأولمبية الصيفية 1928. وشارك مع منتخب الولايات المتحدة لكرة القدم. أما مع النوادي، فقد لعب مع Brooklyn Wanderers ‏ وKearny Scots ‏ وBrookhattan ‏ وBrooklyn Hispano ‏ وUhrik Truckers ‏.

## وصلات خارجية
- هنري كارول على موقع قاعدة بيانات كرة القدم.إي يو (الإنجليزية)
- هنري كارول على موقع أوليمبيديا (الإنجليزية)